# Chimimōryō (foklore)

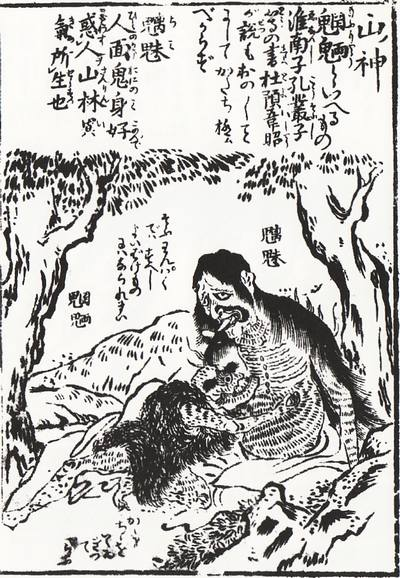
"Hyakki Yakōka Monogatari" di Edo Iseya Jisuke. Quello a destra (dal punto di vista dell'osservatore) è il chimi, e a sinistra il mōryō.

Chimimōryō (魑魅魍魎?), o Chimei wangliang in cinese (魑魅魍魉S, chīmèi wǎngliǎngP) è una parola giapponese di origine cinese che si riferisce ai mostri di montagna e ai mostri di fiume. Il termine ha avuto origine in Cina circa 2.500 anni fa in antiche cronache come lo Zuo Zhuan e trae origine da antiche leggende cinesi sugli spiriti che danneggiano le persone nelle montagne e nelle paludi. "Chimi" (魑魅?) si riferisce ai mostri di montagna e "mōryō" (魍魎?) si riferisce ai mostri di fiume, pertanto, la parola "chimimōryō" è spesso usata per riferirsi a tutti di yaoguai.

## Descrizione
Chimei/Chimi
Chimei (魑魅) (Chimi in giapponese) si dice siano mostri da cui emanano strani miasmi atmosferici nelle montagne e nelle foreste. Apparendo con il volto di un essere umano e il corpo di una bestia, confondono gli umani. Nel dizionario del periodo Heian Wamyō ruijushō, sono considerati un tipo di oni con il nome giapponese di "Sudama", e  nell'enciclopedia del periodo Edo Wakan sansai zue, sono visti come divinità delle montagne (yama-no-kami).
Wangliang/Mōryō
I Wangliang (魍魎) (Mōryō in giapponese) sono considerati spiriti di montagne e fiumi, alberi e rocce. Emanano l'energia vitale di montagne, acqua, alberi, rocce e ogni sorta di cose in natura e ingannano gli umani. Inoltre, si dice anche che mangino i morti, abbiano l'aspetto di un bambino, stiano su due piedi, abbiano la pelle rosso scuro, occhi rossi, orecchie lunghe, bei capelli e una voce che ricorda quella di un essere umano. Con questo tipo di aspetto, si crede che siano oni. Nel Wakan sansai zue, sono considerati divinità dell'acqua (suijin) e nell'antico libro cinese Zuo Zhuan, sono considerati dei di paludi e acquitrini.

## Etimologia
Esistono molte teorie sulla sua etimologia. Secondo lo "Shiji" (durante il periodo dei Cinque Imperatori ), Chī (魑S) è una divinità montana che assunse la forma di una tigre, mentre Mèi (魅S) è una divinità paludosa o palustre che assunse la forma di una bestia. Si suppone che da questo si sia potuto dedurre che il termine abbia assunto un significato esteso, fino a comprendere bestie di vario tipo.